# Lucien Lupi
Lucien Lupi (14 de julio de 1926 – 30 de mayo de 2005) fue un barítono y artista lírico francés, con una trayectoria centrada en la música de variedades.

## Biografía
Nacido en Grasse, Francia, Lucien Lupi estuvo casado con Dany Lupi, también artista lírica, y con la que tuvo un hijo, el cantante Lauri Lupi.
Lucien Lupi falleció en París, Francia, en el año 2005.